# Paul Daneman
Paul Frederick Daneman (* 29. Oktober 1925 in Islington, London; † 28. April 2001 in London) war ein britischer Schauspieler.

## Leben
Daneman studierte nach seiner Schulausbildung Kunst an der University of Reading. Zwischen 1943 und 1947 diente er bei der Royal Air Force, unterhielt während des Zweiten Weltkriegs die britischen Truppen, und absolvierte danach eine klassische Schauspielausbildung an der Royal Academy of Dramatic Art, die er 1949 beschloss.
Bei seinem Theaterdebüt 1947 steckte er im Vorderteil eines Pferdekostüms, und es dauerte einige Jahre bis sich erste Erfolge einstellten. 1952 spielte er die Rolle des Richard in William Shakespeares Drama Heinrich VI. und schloss sich dem Ensemble der Old Vic Company an, der er zwei Jahre angehörte. 1955 war er als Wladimir in der britischen Premiere von Samuel Becketts Warten auf Godot zu sehen, es folgten weitere Shakespeare-Produktionen sowie die Titelrollen in Richard III. und Goethes Faust.
In den 1960er Jahren spielte er Tourneetheater und bereiste mit dem Ensemble des Nottingham Playhouse Westafrika und Australien, aber er war auch zunehmend erfolgreich in Film und Fernsehen. Sein Film- und Fernsehdebüt hatte er bereits 1955 in kleineren Rollen gehabt; von 1961 bis 1962 spielte er in drei Edgar-Wallace-Verfilmungen, Locker Sixty-Nine, The Fourth Square und The Clue of the New Pin. In letzterem spielte er die Hauptrolle des Rex Lander. Nebenrollen stellte er unter anderem in Cyril Endfields Kriegsfilm Zulu 1964, dem Anti-Kriegsfilm Wie ich den Krieg gewann 1967, sowie dem Weltkriegs-Musical Oh! What a Lovely War 1969 dar. Das deutschsprachige Fernsehpublikum konnte ihn in Serien wie Simon Templar, Geheimauftrag für John Drake und Die Profis sehen.
1985 wurde die von Daneman geschriebene Sitcom-Miniserie Affairs of the Heart auf ITV ausgestrahlt. Sie handelte von einem Mann, der mit den Folgen einer Herzinfarktes umgehen muss. Danemann hatte zuvor selbst einen Herzinfarkt erlitten, während er 1979 in einer Londoner Theaterproduktion von Shut Your Eyes and Think Of England einen Mann mit Herzproblemen spielte. Mitte der 1990er Jahre erschien sein semibiografischer Roman If I Only Had Wings.
Daneman hatte eine Adoptivtochter aus erster Ehe. 1965 heiratete er seine zweite Frau, die er während der Produktion von Goethes Faust kennengelernt hatte. Aus dieser Ehe gingen zwei Töchter hervor.

## Filmografie (Auswahl)

### Fernsehen
- 1955: Fabian von Scotland Yard (Fabian of the Yard)
- 1967: Simon Templar (The Saint)
- 1960: Geheimauftrag für John Drake (Danger Man)
- 1973: Gene Bradley in geheimer Mission (The Adventurer)
- 1979: Blake’s 7
- 1982: Die Profis (The Professionals)

### Film
- 1957: In letzter Stunde (Time Without Pity)
- 1961: Clue of the New Pin
- 1961: The Fourth Square
- 1964: Zulu
- 1967: Wie ich den Krieg gewann (How I Won the War)
- 1969: Oh! What a Lovely War

## Auszeichnungen
- 1958: Clarence Derwent Award in der Kategorie Erfolgversprechendster Schauspieler in West End für Henry VI